# Real Madrid TV
Real Madrid TV é um canal de televisão, de âmbito internacional, propriedade do Real Madrid CF. É o meio televisivo oficial do clube e realiza a função de promover o clube e à difusão de notícias à adeptos e seguidores.

## Fundação
Real Madrid TV surgiu em 1998 por iniciativa da Sogecable, empresa do Grupo Prisa, que até então detinha a totalidade dos direitos de exploração do canal. A primeira transmissão ocorreu em fevereiro de 1999. A equipe diretiva da Sogecable que iniciou o Real Madrid TV era liderada pelo jornalista Javier Ares, seu primeiro diretor, sendo substituído por Roberto Saura (Chefe de Realização) e Juan Carlos Soriano (Chefe de Produção). O restante da equipe pertencia à empresa de serviços audiovisuais Royal Media, filial da Mediapro. Posteriormente, a titularidade do canal foi dividida igualmente entre a Sogecable e o Real Madrid CF, que criaram a empresa Real Madrid Audiovisual. Mais tarde, o Real Madrid TV, canal de futebol pioneiro na Espanha, passou a ser controlado internamente pelo clube.
A transmissão original do canal na modalidade de pay-per-view era sintonizada no canal 55 da plataforma Canal Satélite Digital.

## Disponibilidade
O canal está disponível em numerosas plataformas de televisão por todo o mundo, com duas versões do canal em espanhol e inglês. Na Espanha, atualmente, é transmitido exclusivamente na plataforma de televisão por satélite Canal+.

## Organograma do canal
O organograma do canal está encabeçado pelos co-directores Jesús Alcaide e Miguel Ángel Muñoz. Entre os redatores, destacam-se Rocío Martínez, Alfonso Villar, Celia Ramírez, Javier Bernardo, Virginia Díaz, David Álvarez, Daniel Asenjo e Nacho Jouve.